# Spina di Lupo
Lo Spina di Lupo (2.783 m s.l.m. - Wolfendorn in tedesco) è una montagna delle Alpi della Zillertal nelle Alpi dei Tauri occidentali.

## Caratteristiche

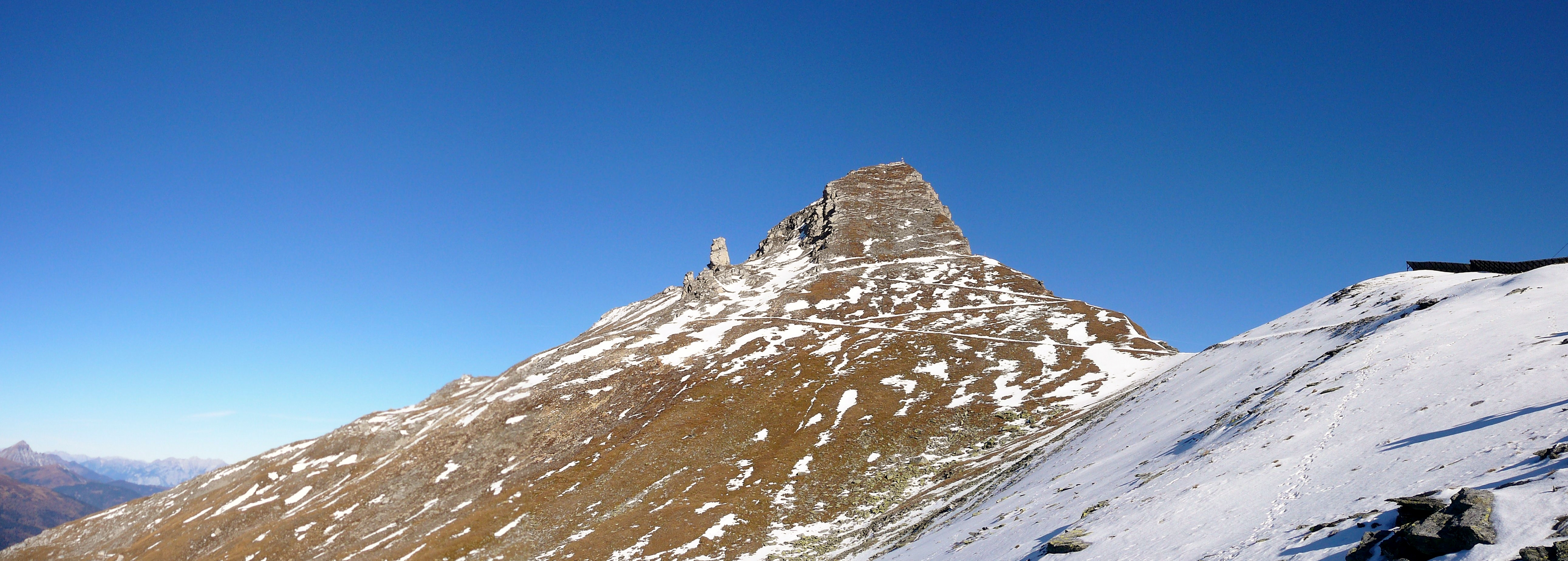
Vista della Spina di Lupo

Il monte si trova lungo la linea di confine, tra l'Italia e l'Austria, infatti sulla cima si trova un cippo di confine che oltre a riportare le iniziali dei due stati ("I" e "Ö"), riporta la scritta "e-94".
Sulla cima si trova una stazione meteorologica dell'Istituto di meteorologia e geofisica di Innsbruck (IMGI).
È uno dei punti più panoramici attorno al passo del Brennero, infatti si possono scorgere diverse cime, tra cui: Monte Gerla, Gran Pilastro, Punta Bianca, Picco della Croce, Cima Gallina, Cima Vallaccia, Tribulaun, fino a intravedere, lungo la valle dell'Inn, la città di Innsbruck. Sempre dalla cima si intravedono le Tre Cime di Lavaredo.

## Itinerari
Per raggiungere la cima, posta al confine italo-austriaco, esistono principalmente due vie:
- partendo dal Brennero, presso la Brennerwolf, dove si trova anche una piccola chiesetta. Qui si prende il sentiero n. 12, raggiungendo la malga Luco (Luegeralm) a metri 1601, e poi si prosegue per il Passo di Vallaccia (Flatschjöchl) a 2395 metri, fin qui circa 3 ore di cammino. Da qui, in poco più di un'ora si raggiunge la vetta, lungo un sentiero che prosegue a zig-zag.[2]
- partendo dalla Val di Vizze, precisamente sopra la località di Caminata (Kematen), si sale lungo una stradina, fino ad incontrare la sbarra che limita il traffico. Da qui si raggiunge, seguendo il sentiero n. 5A, in 1,5 ore la malga Grubberg (Grubberghütte ) a 2028 metri. Si prosegue salendo ora sul sentiero n. 5, fino al Passo di Vallaccia (Flatschjöchl) a 2395 metri, fin qui 2 ore e 40 minuti circa. Qui ci si congiunge al sentiero che sale dal versante del Brennero, e si prosegue come spiegato qui sopra, per un tempo totale inferiore alle 4 ore di marcia.

## Strutture ricettive
- Rifugio Europa o Venna alla Gerla - 2693 m